# Athens Boys Choir
The Athens Boys Choir est un groupe américain formé de deux hommes trans, Rocket et Katz, spécialisés dans le « spoken words » (un genre mêlant poésie déclamée et musique vocale, parfois proche du rap). Très revendicatifs, leurs textes abordent aussi bien le racisme que la politique de George W. Bush ou la difficulté d'être « queer » (ici, transgenre) aux États-Unis.

## Discographie
- Rhapsody in T, Daemon Records, 2004
- Rose Cuts the Cake, Daemon Records, 2005
- Jockstraps And Unicorns, Twinkle Toes Records, 2007